# Alcione (paleontologia)
Alcione (il cui nome in fa riferimento sia al personaggio mitologico Alcione sia al nome specifico del martin pescatore) è un genere estinto di pterosauro nictosauride vissuto nel Cretaceo superiore, circa 66 milioni di anni fa (Maastrichtiano), in quello che oggi è il bacino di Ouled Abdoun, in Marocco, Nord Africa. Il genere contiene una singola specie, ossia A. elainus, più una seconda specie ancora non descritta.

## Descrizione
Alcione era uno pterosauro di piccole-medie dimensioni, con un'apertura alare di circa 2 metri (6,5 piedi), più o meno le stesse dimensioni degli odierni gabbiani.
L'unico materiale cranico noto di Alcione è una mandibola quasi completa, che si presenta lunga, affusolata e priva di denti. La sinfisi è estremamente allungata e l'osso presenta una forma ad Y in vista dorsale. Purtroppo non si conosce altro del cranio, ma è probabile che anche la mascella fosse completamente sdentata, come quella degli altri nictosauridi. È ignoto se possedesse una cresta cranica come Nyctosaurus o ne fosse privo come il Muzquizopteryx. La maggior parte del resto dello scheletro è conosciuta dall'esemplare tipo e da vari altri esemplari. Le ali dell'animale erano insolitamente proporzionate.
Alcione rappresenta uno dei primi nictosauridi risalenti al Maastrichtiano sia uno dei primi provenienti dall'Africa. Numerose caratteristiche consentono di identificarlo come nyctosauridi. La scapola e il coracoide hanno una lunghezza subalterna. L'omero è corto e robusto, con un'estremità prossimale fortemente espansa. La cresta deltapettorale è posizionata prossimalmente vicino alla testa dell'omero, con un forte restringimento a metà della sua lunghezza, formando una strana forma ad ascia e un polo distale acutamente appuntito. L'anteobrachium e il metacarpo IV sono corti e robusti, così come il femore.

## Classificazione
Alcione fa parte della famiglia Nyctosauridae, e il suo più stretto parente sembra essere Simurghia, anch'esso ritrovato nel bacino di Ouled Abdoun, in Marocco.
Di seguito è riportato un cladogramma che mostra i risultati di un'analisi filogenetica presentata per la prima volta da Andres e Myers nel 2014 e aggiornata con dati aggiuntivi di Andres e colleghi nel 2018, che mostra la collocazione di Alcione all'interno di Nyctosauridae;
|  | \| \| Geosternbergia sternbergi \| \| \| \| \| \| Pteranodon longiceps \| \| \| \| |
|  |                                                                                    |
|  | Tethydraco regalis                                                                 |
|  |                                                                                    |
|  | Geosternbergia sternbergi                                                          |
|  |                                                                                    |
|  | Pteranodon longiceps                                                               |
|  |                                                                                    |

|  | Geosternbergia sternbergi |
|  |                           |
|  | Pteranodon longiceps      |
|  |                           |

|  | \| \| Geosternbergia sternbergi \| \| \| \| \| \| Pteranodon longiceps \| \| \| \| |
|  |                                                                                    |
|  | Tethydraco regalis                                                                 |
|  |                                                                                    |
|  | Geosternbergia sternbergi                                                          |
|  |                                                                                    |
|  | Pteranodon longiceps                                                               |
|  |                                                                                    |

|  | Geosternbergia sternbergi |
|  |                           |
|  | Pteranodon longiceps      |
|  |                           |

|  | Alcione elanius   |
|  |                   |
|  | Simurghia robusta |
|  |                   |

|  | Barbaridactylus grandis |
|  |                         |
|  | Nyctosaurus lamegoi     |
|  |                         |

|  | Nyctosaurus nanus    |
|  |                      |
|  | Nyctosaurus gracilis |
|  |                      |

|  | Barbaridactylus grandis |
|  |                         |
|  | Nyctosaurus lamegoi     |
|  |                         |

|  | Nyctosaurus nanus    |
|  |                      |
|  | Nyctosaurus gracilis |
|  |                      |

|  | Barbaridactylus grandis |
|  |                         |
|  | Nyctosaurus lamegoi     |
|  |                         |

|  | Nyctosaurus nanus    |
|  |                      |
|  | Nyctosaurus gracilis |
|  |                      |

|  | Barbaridactylus grandis |
|  |                         |
|  | Nyctosaurus lamegoi     |
|  |                         |

|  | Nyctosaurus nanus    |
|  |                      |
|  | Nyctosaurus gracilis |
|  |                      |

|  | Alcione elanius   |
|  |                   |
|  | Simurghia robusta |
|  |                   |

|  | Barbaridactylus grandis |
|  |                         |
|  | Nyctosaurus lamegoi     |
|  |                         |

|  | Nyctosaurus nanus    |
|  |                      |
|  | Nyctosaurus gracilis |
|  |                      |

|  | Barbaridactylus grandis |
|  |                         |
|  | Nyctosaurus lamegoi     |
|  |                         |

|  | Nyctosaurus nanus    |
|  |                      |
|  | Nyctosaurus gracilis |
|  |                      |

|  | Barbaridactylus grandis |
|  |                         |
|  | Nyctosaurus lamegoi     |
|  |                         |

|  | Nyctosaurus nanus    |
|  |                      |
|  | Nyctosaurus gracilis |
|  |                      |

|  | Barbaridactylus grandis |
|  |                         |
|  | Nyctosaurus lamegoi     |
|  |                         |

|  | Nyctosaurus nanus    |
|  |                      |
|  | Nyctosaurus gracilis |
|  |                      |

|  | Alcione elanius   |
|  |                   |
|  | Simurghia robusta |
|  |                   |

|  | Barbaridactylus grandis |
|  |                         |
|  | Nyctosaurus lamegoi     |
|  |                         |

|  | Nyctosaurus nanus    |
|  |                      |
|  | Nyctosaurus gracilis |
|  |                      |

|  | Barbaridactylus grandis |
|  |                         |
|  | Nyctosaurus lamegoi     |
|  |                         |

|  | Nyctosaurus nanus    |
|  |                      |
|  | Nyctosaurus gracilis |
|  |                      |

|  | Barbaridactylus grandis |
|  |                         |
|  | Nyctosaurus lamegoi     |
|  |                         |

|  | Nyctosaurus nanus    |
|  |                      |
|  | Nyctosaurus gracilis |
|  |                      |

|  | Barbaridactylus grandis |
|  |                         |
|  | Nyctosaurus lamegoi     |
|  |                         |

|  | Nyctosaurus nanus    |
|  |                      |
|  | Nyctosaurus gracilis |
|  |                      |

|  | Alcione elanius   |
|  |                   |
|  | Simurghia robusta |
|  |                   |

|  | Barbaridactylus grandis |
|  |                         |
|  | Nyctosaurus lamegoi     |
|  |                         |

|  | Nyctosaurus nanus    |
|  |                      |
|  | Nyctosaurus gracilis |
|  |                      |

|  | Barbaridactylus grandis |
|  |                         |
|  | Nyctosaurus lamegoi     |
|  |                         |

|  | Nyctosaurus nanus    |
|  |                      |
|  | Nyctosaurus gracilis |
|  |                      |

|  | Barbaridactylus grandis |
|  |                         |
|  | Nyctosaurus lamegoi     |
|  |                         |

|  | Nyctosaurus nanus    |
|  |                      |
|  | Nyctosaurus gracilis |
|  |                      |

|  | Barbaridactylus grandis |
|  |                         |
|  | Nyctosaurus lamegoi     |
|  |                         |

|  | Nyctosaurus nanus    |
|  |                      |
|  | Nyctosaurus gracilis |
|  |                      |

|  | Alcione elanius   |
|  |                   |
|  | Simurghia robusta |
|  |                   |

|  | Barbaridactylus grandis |
|  |                         |
|  | Nyctosaurus lamegoi     |
|  |                         |

|  | Nyctosaurus nanus    |
|  |                      |
|  | Nyctosaurus gracilis |
|  |                      |

|  | Barbaridactylus grandis |
|  |                         |
|  | Nyctosaurus lamegoi     |
|  |                         |

|  | Nyctosaurus nanus    |
|  |                      |
|  | Nyctosaurus gracilis |
|  |                      |

|  | Barbaridactylus grandis |
|  |                         |
|  | Nyctosaurus lamegoi     |
|  |                         |

|  | Nyctosaurus nanus    |
|  |                      |
|  | Nyctosaurus gracilis |
|  |                      |

|  | Barbaridactylus grandis |
|  |                         |
|  | Nyctosaurus lamegoi     |
|  |                         |

|  | Nyctosaurus nanus    |
|  |                      |
|  | Nyctosaurus gracilis |
|  |                      |

|  | Alcione elanius   |
|  |                   |
|  | Simurghia robusta |
|  |                   |

|  | Barbaridactylus grandis |
|  |                         |
|  | Nyctosaurus lamegoi     |
|  |                         |

|  | Nyctosaurus nanus    |
|  |                      |
|  | Nyctosaurus gracilis |
|  |                      |

|  | Barbaridactylus grandis |
|  |                         |
|  | Nyctosaurus lamegoi     |
|  |                         |

|  | Nyctosaurus nanus    |
|  |                      |
|  | Nyctosaurus gracilis |
|  |                      |

|  | Barbaridactylus grandis |
|  |                         |
|  | Nyctosaurus lamegoi     |
|  |                         |

|  | Nyctosaurus nanus    |
|  |                      |
|  | Nyctosaurus gracilis |
|  |                      |

|  | Barbaridactylus grandis |
|  |                         |
|  | Nyctosaurus lamegoi     |
|  |                         |

|  | Nyctosaurus nanus    |
|  |                      |
|  | Nyctosaurus gracilis |
|  |                      |

|  | Alcione elanius   |
|  |                   |
|  | Simurghia robusta |
|  |                   |

|  | Barbaridactylus grandis |
|  |                         |
|  | Nyctosaurus lamegoi     |
|  |                         |

|  | Nyctosaurus nanus    |
|  |                      |
|  | Nyctosaurus gracilis |
|  |                      |

|  | Barbaridactylus grandis |
|  |                         |
|  | Nyctosaurus lamegoi     |
|  |                         |

|  | Nyctosaurus nanus    |
|  |                      |
|  | Nyctosaurus gracilis |
|  |                      |

|  | Barbaridactylus grandis |
|  |                         |
|  | Nyctosaurus lamegoi     |
|  |                         |

|  | Nyctosaurus nanus    |
|  |                      |
|  | Nyctosaurus gracilis |
|  |                      |

|  | Barbaridactylus grandis |
|  |                         |
|  | Nyctosaurus lamegoi     |
|  |                         |

|  | Nyctosaurus nanus    |
|  |                      |
|  | Nyctosaurus gracilis |
|  |                      |

|  | Alcione elanius   |
|  |                   |
|  | Simurghia robusta |
|  |                   |

|  | Barbaridactylus grandis |
|  |                         |
|  | Nyctosaurus lamegoi     |
|  |                         |

|  | Nyctosaurus nanus    |
|  |                      |
|  | Nyctosaurus gracilis |
|  |                      |

|  | Barbaridactylus grandis |
|  |                         |
|  | Nyctosaurus lamegoi     |
|  |                         |

|  | Nyctosaurus nanus    |
|  |                      |
|  | Nyctosaurus gracilis |
|  |                      |

|  | Barbaridactylus grandis |
|  |                         |
|  | Nyctosaurus lamegoi     |
|  |                         |

|  | Nyctosaurus nanus    |
|  |                      |
|  | Nyctosaurus gracilis |
|  |                      |

|  | Barbaridactylus grandis |
|  |                         |
|  | Nyctosaurus lamegoi     |
|  |                         |

|  | Nyctosaurus nanus    |
|  |                      |
|  | Nyctosaurus gracilis |
|  |                      |

|  | \| \| Geosternbergia sternbergi \| \| \| \| \| \| Pteranodon longiceps \| \| \| \| |
|  |                                                                                    |
|  | Tethydraco regalis                                                                 |
|  |                                                                                    |
|  | Geosternbergia sternbergi                                                          |
|  |                                                                                    |
|  | Pteranodon longiceps                                                               |
|  |                                                                                    |

|  | Geosternbergia sternbergi |
|  |                           |
|  | Pteranodon longiceps      |
|  |                           |

|  | \| \| Geosternbergia sternbergi \| \| \| \| \| \| Pteranodon longiceps \| \| \| \| |
|  |                                                                                    |
|  | Tethydraco regalis                                                                 |
|  |                                                                                    |
|  | Geosternbergia sternbergi                                                          |
|  |                                                                                    |
|  | Pteranodon longiceps                                                               |
|  |                                                                                    |

|  | Geosternbergia sternbergi |
|  |                           |
|  | Pteranodon longiceps      |
|  |                           |

|  | Alcione elanius   |
|  |                   |
|  | Simurghia robusta |
|  |                   |

|  | Barbaridactylus grandis |
|  |                         |
|  | Nyctosaurus lamegoi     |
|  |                         |

|  | Nyctosaurus nanus    |
|  |                      |
|  | Nyctosaurus gracilis |
|  |                      |

|  | Barbaridactylus grandis |
|  |                         |
|  | Nyctosaurus lamegoi     |
|  |                         |

|  | Nyctosaurus nanus    |
|  |                      |
|  | Nyctosaurus gracilis |
|  |                      |

|  | Barbaridactylus grandis |
|  |                         |
|  | Nyctosaurus lamegoi     |
|  |                         |

|  | Nyctosaurus nanus    |
|  |                      |
|  | Nyctosaurus gracilis |
|  |                      |

|  | Barbaridactylus grandis |
|  |                         |
|  | Nyctosaurus lamegoi     |
|  |                         |

|  | Nyctosaurus nanus    |
|  |                      |
|  | Nyctosaurus gracilis |
|  |                      |

|  | Alcione elanius   |
|  |                   |
|  | Simurghia robusta |
|  |                   |

|  | Barbaridactylus grandis |
|  |                         |
|  | Nyctosaurus lamegoi     |
|  |                         |

|  | Nyctosaurus nanus    |
|  |                      |
|  | Nyctosaurus gracilis |
|  |                      |

|  | Barbaridactylus grandis |
|  |                         |
|  | Nyctosaurus lamegoi     |
|  |                         |

|  | Nyctosaurus nanus    |
|  |                      |
|  | Nyctosaurus gracilis |
|  |                      |

|  | Barbaridactylus grandis |
|  |                         |
|  | Nyctosaurus lamegoi     |
|  |                         |

|  | Nyctosaurus nanus    |
|  |                      |
|  | Nyctosaurus gracilis |
|  |                      |

|  | Barbaridactylus grandis |
|  |                         |
|  | Nyctosaurus lamegoi     |
|  |                         |

|  | Nyctosaurus nanus    |
|  |                      |
|  | Nyctosaurus gracilis |
|  |                      |

|  | Alcione elanius   |
|  |                   |
|  | Simurghia robusta |
|  |                   |

|  | Barbaridactylus grandis |
|  |                         |
|  | Nyctosaurus lamegoi     |
|  |                         |

|  | Nyctosaurus nanus    |
|  |                      |
|  | Nyctosaurus gracilis |
|  |                      |

|  | Barbaridactylus grandis |
|  |                         |
|  | Nyctosaurus lamegoi     |
|  |                         |

|  | Nyctosaurus nanus    |
|  |                      |
|  | Nyctosaurus gracilis |
|  |                      |

|  | Barbaridactylus grandis |
|  |                         |
|  | Nyctosaurus lamegoi     |
|  |                         |

|  | Nyctosaurus nanus    |
|  |                      |
|  | Nyctosaurus gracilis |
|  |                      |

|  | Barbaridactylus grandis |
|  |                         |
|  | Nyctosaurus lamegoi     |
|  |                         |

|  | Nyctosaurus nanus    |
|  |                      |
|  | Nyctosaurus gracilis |
|  |                      |

|  | Alcione elanius   |
|  |                   |
|  | Simurghia robusta |
|  |                   |

|  | Barbaridactylus grandis |
|  |                         |
|  | Nyctosaurus lamegoi     |
|  |                         |

|  | Nyctosaurus nanus    |
|  |                      |
|  | Nyctosaurus gracilis |
|  |                      |

|  | Barbaridactylus grandis |
|  |                         |
|  | Nyctosaurus lamegoi     |
|  |                         |

|  | Nyctosaurus nanus    |
|  |                      |
|  | Nyctosaurus gracilis |
|  |                      |

|  | Barbaridactylus grandis |
|  |                         |
|  | Nyctosaurus lamegoi     |
|  |                         |

|  | Nyctosaurus nanus    |
|  |                      |
|  | Nyctosaurus gracilis |
|  |                      |

|  | Barbaridactylus grandis |
|  |                         |
|  | Nyctosaurus lamegoi     |
|  |                         |

|  | Nyctosaurus nanus    |
|  |                      |
|  | Nyctosaurus gracilis |
|  |                      |

|  | Alcione elanius   |
|  |                   |
|  | Simurghia robusta |
|  |                   |

|  | Barbaridactylus grandis |
|  |                         |
|  | Nyctosaurus lamegoi     |
|  |                         |

|  | Nyctosaurus nanus    |
|  |                      |
|  | Nyctosaurus gracilis |
|  |                      |

|  | Barbaridactylus grandis |
|  |                         |
|  | Nyctosaurus lamegoi     |
|  |                         |

|  | Nyctosaurus nanus    |
|  |                      |
|  | Nyctosaurus gracilis |
|  |                      |

|  | Barbaridactylus grandis |
|  |                         |
|  | Nyctosaurus lamegoi     |
|  |                         |

|  | Nyctosaurus nanus    |
|  |                      |
|  | Nyctosaurus gracilis |
|  |                      |

|  | Barbaridactylus grandis |
|  |                         |
|  | Nyctosaurus lamegoi     |
|  |                         |

|  | Nyctosaurus nanus    |
|  |                      |
|  | Nyctosaurus gracilis |
|  |                      |

|  | Alcione elanius   |
|  |                   |
|  | Simurghia robusta |
|  |                   |

|  | Barbaridactylus grandis |
|  |                         |
|  | Nyctosaurus lamegoi     |
|  |                         |

|  | Nyctosaurus nanus    |
|  |                      |
|  | Nyctosaurus gracilis |
|  |                      |

|  | Barbaridactylus grandis |
|  |                         |
|  | Nyctosaurus lamegoi     |
|  |                         |

|  | Nyctosaurus nanus    |
|  |                      |
|  | Nyctosaurus gracilis |
|  |                      |

|  | Barbaridactylus grandis |
|  |                         |
|  | Nyctosaurus lamegoi     |
|  |                         |

|  | Nyctosaurus nanus    |
|  |                      |
|  | Nyctosaurus gracilis |
|  |                      |

|  | Barbaridactylus grandis |
|  |                         |
|  | Nyctosaurus lamegoi     |
|  |                         |

|  | Nyctosaurus nanus    |
|  |                      |
|  | Nyctosaurus gracilis |
|  |                      |

|  | Alcione elanius   |
|  |                   |
|  | Simurghia robusta |
|  |                   |

|  | Barbaridactylus grandis |
|  |                         |
|  | Nyctosaurus lamegoi     |
|  |                         |

|  | Nyctosaurus nanus    |
|  |                      |
|  | Nyctosaurus gracilis |
|  |                      |

|  | Barbaridactylus grandis |
|  |                         |
|  | Nyctosaurus lamegoi     |
|  |                         |

|  | Nyctosaurus nanus    |
|  |                      |
|  | Nyctosaurus gracilis |
|  |                      |

|  | Barbaridactylus grandis |
|  |                         |
|  | Nyctosaurus lamegoi     |
|  |                         |

|  | Nyctosaurus nanus    |
|  |                      |
|  | Nyctosaurus gracilis |
|  |                      |

|  | Barbaridactylus grandis |
|  |                         |
|  | Nyctosaurus lamegoi     |
|  |                         |

|  | Nyctosaurus nanus    |
|  |                      |
|  | Nyctosaurus gracilis |
|  |                      |

|  | Alcione elanius   |
|  |                   |
|  | Simurghia robusta |
|  |                   |

|  | Barbaridactylus grandis |
|  |                         |
|  | Nyctosaurus lamegoi     |
|  |                         |

|  | Nyctosaurus nanus    |
|  |                      |
|  | Nyctosaurus gracilis |
|  |                      |

|  | Barbaridactylus grandis |
|  |                         |
|  | Nyctosaurus lamegoi     |
|  |                         |

|  | Nyctosaurus nanus    |
|  |                      |
|  | Nyctosaurus gracilis |
|  |                      |

|  | Barbaridactylus grandis |
|  |                         |
|  | Nyctosaurus lamegoi     |
|  |                         |

|  | Nyctosaurus nanus    |
|  |                      |
|  | Nyctosaurus gracilis |
|  |                      |

|  | Barbaridactylus grandis |
|  |                         |
|  | Nyctosaurus lamegoi     |
|  |                         |

|  | Nyctosaurus nanus    |
|  |                      |
|  | Nyctosaurus gracilis |
|  |                      |

|  | \| \| Geosternbergia sternbergi \| \| \| \| \| \| Pteranodon longiceps \| \| \| \| |
|  |                                                                                    |
|  | Tethydraco regalis                                                                 |
|  |                                                                                    |
|  | Geosternbergia sternbergi                                                          |
|  |                                                                                    |
|  | Pteranodon longiceps                                                               |
|  |                                                                                    |

|  | Geosternbergia sternbergi |
|  |                           |
|  | Pteranodon longiceps      |
|  |                           |

|  | \| \| Geosternbergia sternbergi \| \| \| \| \| \| Pteranodon longiceps \| \| \| \| |
|  |                                                                                    |
|  | Tethydraco regalis                                                                 |
|  |                                                                                    |
|  | Geosternbergia sternbergi                                                          |
|  |                                                                                    |
|  | Pteranodon longiceps                                                               |
|  |                                                                                    |

|  | Geosternbergia sternbergi |
|  |                           |
|  | Pteranodon longiceps      |
|  |                           |

|  | Alcione elanius   |
|  |                   |
|  | Simurghia robusta |
|  |                   |

|  | Barbaridactylus grandis |
|  |                         |
|  | Nyctosaurus lamegoi     |
|  |                         |

|  | Nyctosaurus nanus    |
|  |                      |
|  | Nyctosaurus gracilis |
|  |                      |

|  | Barbaridactylus grandis |
|  |                         |
|  | Nyctosaurus lamegoi     |
|  |                         |

|  | Nyctosaurus nanus    |
|  |                      |
|  | Nyctosaurus gracilis |
|  |                      |

|  | Barbaridactylus grandis |
|  |                         |
|  | Nyctosaurus lamegoi     |
|  |                         |

|  | Nyctosaurus nanus    |
|  |                      |
|  | Nyctosaurus gracilis |
|  |                      |

|  | Barbaridactylus grandis |
|  |                         |
|  | Nyctosaurus lamegoi     |
|  |                         |

|  | Nyctosaurus nanus    |
|  |                      |
|  | Nyctosaurus gracilis |
|  |                      |

|  | Alcione elanius   |
|  |                   |
|  | Simurghia robusta |
|  |                   |

|  | Barbaridactylus grandis |
|  |                         |
|  | Nyctosaurus lamegoi     |
|  |                         |

|  | Nyctosaurus nanus    |
|  |                      |
|  | Nyctosaurus gracilis |
|  |                      |

|  | Barbaridactylus grandis |
|  |                         |
|  | Nyctosaurus lamegoi     |
|  |                         |

|  | Nyctosaurus nanus    |
|  |                      |
|  | Nyctosaurus gracilis |
|  |                      |

|  | Barbaridactylus grandis |
|  |                         |
|  | Nyctosaurus lamegoi     |
|  |                         |

|  | Nyctosaurus nanus    |
|  |                      |
|  | Nyctosaurus gracilis |
|  |                      |

|  | Barbaridactylus grandis |
|  |                         |
|  | Nyctosaurus lamegoi     |
|  |                         |

|  | Nyctosaurus nanus    |
|  |                      |
|  | Nyctosaurus gracilis |
|  |                      |

|  | Alcione elanius   |
|  |                   |
|  | Simurghia robusta |
|  |                   |

|  | Barbaridactylus grandis |
|  |                         |
|  | Nyctosaurus lamegoi     |
|  |                         |

|  | Nyctosaurus nanus    |
|  |                      |
|  | Nyctosaurus gracilis |
|  |                      |

|  | Barbaridactylus grandis |
|  |                         |
|  | Nyctosaurus lamegoi     |
|  |                         |

|  | Nyctosaurus nanus    |
|  |                      |
|  | Nyctosaurus gracilis |
|  |                      |

|  | Barbaridactylus grandis |
|  |                         |
|  | Nyctosaurus lamegoi     |
|  |                         |

|  | Nyctosaurus nanus    |
|  |                      |
|  | Nyctosaurus gracilis |
|  |                      |

|  | Barbaridactylus grandis |
|  |                         |
|  | Nyctosaurus lamegoi     |
|  |                         |

|  | Nyctosaurus nanus    |
|  |                      |
|  | Nyctosaurus gracilis |
|  |                      |

|  | Alcione elanius   |
|  |                   |
|  | Simurghia robusta |
|  |                   |

|  | Barbaridactylus grandis |
|  |                         |
|  | Nyctosaurus lamegoi     |
|  |                         |

|  | Nyctosaurus nanus    |
|  |                      |
|  | Nyctosaurus gracilis |
|  |                      |

|  | Barbaridactylus grandis |
|  |                         |
|  | Nyctosaurus lamegoi     |
|  |                         |

|  | Nyctosaurus nanus    |
|  |                      |
|  | Nyctosaurus gracilis |
|  |                      |

|  | Barbaridactylus grandis |
|  |                         |
|  | Nyctosaurus lamegoi     |
|  |                         |

|  | Nyctosaurus nanus    |
|  |                      |
|  | Nyctosaurus gracilis |
|  |                      |

|  | Barbaridactylus grandis |
|  |                         |
|  | Nyctosaurus lamegoi     |
|  |                         |

|  | Nyctosaurus nanus    |
|  |                      |
|  | Nyctosaurus gracilis |
|  |                      |

|  | Alcione elanius   |
|  |                   |
|  | Simurghia robusta |
|  |                   |

|  | Barbaridactylus grandis |
|  |                         |
|  | Nyctosaurus lamegoi     |
|  |                         |

|  | Nyctosaurus nanus    |
|  |                      |
|  | Nyctosaurus gracilis |
|  |                      |

|  | Barbaridactylus grandis |
|  |                         |
|  | Nyctosaurus lamegoi     |
|  |                         |

|  | Nyctosaurus nanus    |
|  |                      |
|  | Nyctosaurus gracilis |
|  |                      |

|  | Barbaridactylus grandis |
|  |                         |
|  | Nyctosaurus lamegoi     |
|  |                         |

|  | Nyctosaurus nanus    |
|  |                      |
|  | Nyctosaurus gracilis |
|  |                      |

|  | Barbaridactylus grandis |
|  |                         |
|  | Nyctosaurus lamegoi     |
|  |                         |

|  | Nyctosaurus nanus    |
|  |                      |
|  | Nyctosaurus gracilis |
|  |                      |

|  | Alcione elanius   |
|  |                   |
|  | Simurghia robusta |
|  |                   |

|  | Barbaridactylus grandis |
|  |                         |
|  | Nyctosaurus lamegoi     |
|  |                         |

|  | Nyctosaurus nanus    |
|  |                      |
|  | Nyctosaurus gracilis |
|  |                      |

|  | Barbaridactylus grandis |
|  |                         |
|  | Nyctosaurus lamegoi     |
|  |                         |

|  | Nyctosaurus nanus    |
|  |                      |
|  | Nyctosaurus gracilis |
|  |                      |

|  | Barbaridactylus grandis |
|  |                         |
|  | Nyctosaurus lamegoi     |
|  |                         |

|  | Nyctosaurus nanus    |
|  |                      |
|  | Nyctosaurus gracilis |
|  |                      |

|  | Barbaridactylus grandis |
|  |                         |
|  | Nyctosaurus lamegoi     |
|  |                         |

|  | Nyctosaurus nanus    |
|  |                      |
|  | Nyctosaurus gracilis |
|  |                      |

|  | Alcione elanius   |
|  |                   |
|  | Simurghia robusta |
|  |                   |

|  | Barbaridactylus grandis |
|  |                         |
|  | Nyctosaurus lamegoi     |
|  |                         |

|  | Nyctosaurus nanus    |
|  |                      |
|  | Nyctosaurus gracilis |
|  |                      |

|  | Barbaridactylus grandis |
|  |                         |
|  | Nyctosaurus lamegoi     |
|  |                         |

|  | Nyctosaurus nanus    |
|  |                      |
|  | Nyctosaurus gracilis |
|  |                      |

|  | Barbaridactylus grandis |
|  |                         |
|  | Nyctosaurus lamegoi     |
|  |                         |

|  | Nyctosaurus nanus    |
|  |                      |
|  | Nyctosaurus gracilis |
|  |                      |

|  | Barbaridactylus grandis |
|  |                         |
|  | Nyctosaurus lamegoi     |
|  |                         |

|  | Nyctosaurus nanus    |
|  |                      |
|  | Nyctosaurus gracilis |
|  |                      |

|  | Alcione elanius   |
|  |                   |
|  | Simurghia robusta |
|  |                   |

|  | Barbaridactylus grandis |
|  |                         |
|  | Nyctosaurus lamegoi     |
|  |                         |

|  | Nyctosaurus nanus    |
|  |                      |
|  | Nyctosaurus gracilis |
|  |                      |

|  | Barbaridactylus grandis |
|  |                         |
|  | Nyctosaurus lamegoi     |
|  |                         |

|  | Nyctosaurus nanus    |
|  |                      |
|  | Nyctosaurus gracilis |
|  |                      |

|  | Barbaridactylus grandis |
|  |                         |
|  | Nyctosaurus lamegoi     |
|  |                         |

|  | Nyctosaurus nanus    |
|  |                      |
|  | Nyctosaurus gracilis |
|  |                      |

|  | Barbaridactylus grandis |
|  |                         |
|  | Nyctosaurus lamegoi     |
|  |                         |

|  | Nyctosaurus nanus    |
|  |                      |
|  | Nyctosaurus gracilis |
|  |                      |

|  | \| \| Geosternbergia sternbergi \| \| \| \| \| \| Pteranodon longiceps \| \| \| \| |
|  |                                                                                    |
|  | Tethydraco regalis                                                                 |
|  |                                                                                    |
|  | Geosternbergia sternbergi                                                          |
|  |                                                                                    |
|  | Pteranodon longiceps                                                               |
|  |                                                                                    |

|  | Geosternbergia sternbergi |
|  |                           |
|  | Pteranodon longiceps      |
|  |                           |

|  | \| \| Geosternbergia sternbergi \| \| \| \| \| \| Pteranodon longiceps \| \| \| \| |
|  |                                                                                    |
|  | Tethydraco regalis                                                                 |
|  |                                                                                    |
|  | Geosternbergia sternbergi                                                          |
|  |                                                                                    |
|  | Pteranodon longiceps                                                               |
|  |                                                                                    |

|  | Geosternbergia sternbergi |
|  |                           |
|  | Pteranodon longiceps      |
|  |                           |

|  | Alcione elanius   |
|  |                   |
|  | Simurghia robusta |
|  |                   |

|  | Barbaridactylus grandis |
|  |                         |
|  | Nyctosaurus lamegoi     |
|  |                         |

|  | Nyctosaurus nanus    |
|  |                      |
|  | Nyctosaurus gracilis |
|  |                      |

|  | Barbaridactylus grandis |
|  |                         |
|  | Nyctosaurus lamegoi     |
|  |                         |

|  | Nyctosaurus nanus    |
|  |                      |
|  | Nyctosaurus gracilis |
|  |                      |

|  | Barbaridactylus grandis |
|  |                         |
|  | Nyctosaurus lamegoi     |
|  |                         |

|  | Nyctosaurus nanus    |
|  |                      |
|  | Nyctosaurus gracilis |
|  |                      |

|  | Barbaridactylus grandis |
|  |                         |
|  | Nyctosaurus lamegoi     |
|  |                         |

|  | Nyctosaurus nanus    |
|  |                      |
|  | Nyctosaurus gracilis |
|  |                      |

|  | Alcione elanius   |
|  |                   |
|  | Simurghia robusta |
|  |                   |

|  | Barbaridactylus grandis |
|  |                         |
|  | Nyctosaurus lamegoi     |
|  |                         |

|  | Nyctosaurus nanus    |
|  |                      |
|  | Nyctosaurus gracilis |
|  |                      |

|  | Barbaridactylus grandis |
|  |                         |
|  | Nyctosaurus lamegoi     |
|  |                         |

|  | Nyctosaurus nanus    |
|  |                      |
|  | Nyctosaurus gracilis |
|  |                      |

|  | Barbaridactylus grandis |
|  |                         |
|  | Nyctosaurus lamegoi     |
|  |                         |

|  | Nyctosaurus nanus    |
|  |                      |
|  | Nyctosaurus gracilis |
|  |                      |

|  | Barbaridactylus grandis |
|  |                         |
|  | Nyctosaurus lamegoi     |
|  |                         |

|  | Nyctosaurus nanus    |
|  |                      |
|  | Nyctosaurus gracilis |
|  |                      |

|  | Alcione elanius   |
|  |                   |
|  | Simurghia robusta |
|  |                   |

|  | Barbaridactylus grandis |
|  |                         |
|  | Nyctosaurus lamegoi     |
|  |                         |

|  | Nyctosaurus nanus    |
|  |                      |
|  | Nyctosaurus gracilis |
|  |                      |

|  | Barbaridactylus grandis |
|  |                         |
|  | Nyctosaurus lamegoi     |
|  |                         |

|  | Nyctosaurus nanus    |
|  |                      |
|  | Nyctosaurus gracilis |
|  |                      |

|  | Barbaridactylus grandis |
|  |                         |
|  | Nyctosaurus lamegoi     |
|  |                         |

|  | Nyctosaurus nanus    |
|  |                      |
|  | Nyctosaurus gracilis |
|  |                      |

|  | Barbaridactylus grandis |
|  |                         |
|  | Nyctosaurus lamegoi     |
|  |                         |

|  | Nyctosaurus nanus    |
|  |                      |
|  | Nyctosaurus gracilis |
|  |                      |

|  | Alcione elanius   |
|  |                   |
|  | Simurghia robusta |
|  |                   |

|  | Barbaridactylus grandis |
|  |                         |
|  | Nyctosaurus lamegoi     |
|  |                         |

|  | Nyctosaurus nanus    |
|  |                      |
|  | Nyctosaurus gracilis |
|  |                      |

|  | Barbaridactylus grandis |
|  |                         |
|  | Nyctosaurus lamegoi     |
|  |                         |

|  | Nyctosaurus nanus    |
|  |                      |
|  | Nyctosaurus gracilis |
|  |                      |

|  | Barbaridactylus grandis |
|  |                         |
|  | Nyctosaurus lamegoi     |
|  |                         |

|  | Nyctosaurus nanus    |
|  |                      |
|  | Nyctosaurus gracilis |
|  |                      |

|  | Barbaridactylus grandis |
|  |                         |
|  | Nyctosaurus lamegoi     |
|  |                         |

|  | Nyctosaurus nanus    |
|  |                      |
|  | Nyctosaurus gracilis |
|  |                      |

|  | Alcione elanius   |
|  |                   |
|  | Simurghia robusta |
|  |                   |

|  | Barbaridactylus grandis |
|  |                         |
|  | Nyctosaurus lamegoi     |
|  |                         |

|  | Nyctosaurus nanus    |
|  |                      |
|  | Nyctosaurus gracilis |
|  |                      |

|  | Barbaridactylus grandis |
|  |                         |
|  | Nyctosaurus lamegoi     |
|  |                         |

|  | Nyctosaurus nanus    |
|  |                      |
|  | Nyctosaurus gracilis |
|  |                      |

|  | Barbaridactylus grandis |
|  |                         |
|  | Nyctosaurus lamegoi     |
|  |                         |

|  | Nyctosaurus nanus    |
|  |                      |
|  | Nyctosaurus gracilis |
|  |                      |

|  | Barbaridactylus grandis |
|  |                         |
|  | Nyctosaurus lamegoi     |
|  |                         |

|  | Nyctosaurus nanus    |
|  |                      |
|  | Nyctosaurus gracilis |
|  |                      |

|  | Alcione elanius   |
|  |                   |
|  | Simurghia robusta |
|  |                   |

|  | Barbaridactylus grandis |
|  |                         |
|  | Nyctosaurus lamegoi     |
|  |                         |

|  | Nyctosaurus nanus    |
|  |                      |
|  | Nyctosaurus gracilis |
|  |                      |

|  | Barbaridactylus grandis |
|  |                         |
|  | Nyctosaurus lamegoi     |
|  |                         |

|  | Nyctosaurus nanus    |
|  |                      |
|  | Nyctosaurus gracilis |
|  |                      |

|  | Barbaridactylus grandis |
|  |                         |
|  | Nyctosaurus lamegoi     |
|  |                         |

|  | Nyctosaurus nanus    |
|  |                      |
|  | Nyctosaurus gracilis |
|  |                      |

|  | Barbaridactylus grandis |
|  |                         |
|  | Nyctosaurus lamegoi     |
|  |                         |

|  | Nyctosaurus nanus    |
|  |                      |
|  | Nyctosaurus gracilis |
|  |                      |

|  | Alcione elanius   |
|  |                   |
|  | Simurghia robusta |
|  |                   |

|  | Barbaridactylus grandis |
|  |                         |
|  | Nyctosaurus lamegoi     |
|  |                         |

|  | Nyctosaurus nanus    |
|  |                      |
|  | Nyctosaurus gracilis |
|  |                      |

|  | Barbaridactylus grandis |
|  |                         |
|  | Nyctosaurus lamegoi     |
|  |                         |

|  | Nyctosaurus nanus    |
|  |                      |
|  | Nyctosaurus gracilis |
|  |                      |

|  | Barbaridactylus grandis |
|  |                         |
|  | Nyctosaurus lamegoi     |
|  |                         |

|  | Nyctosaurus nanus    |
|  |                      |
|  | Nyctosaurus gracilis |
|  |                      |

|  | Barbaridactylus grandis |
|  |                         |
|  | Nyctosaurus lamegoi     |
|  |                         |

|  | Nyctosaurus nanus    |
|  |                      |
|  | Nyctosaurus gracilis |
|  |                      |

|  | Alcione elanius   |
|  |                   |
|  | Simurghia robusta |
|  |                   |

|  | Barbaridactylus grandis |
|  |                         |
|  | Nyctosaurus lamegoi     |
|  |                         |

|  | Nyctosaurus nanus    |
|  |                      |
|  | Nyctosaurus gracilis |
|  |                      |

|  | Barbaridactylus grandis |
|  |                         |
|  | Nyctosaurus lamegoi     |
|  |                         |

|  | Nyctosaurus nanus    |
|  |                      |
|  | Nyctosaurus gracilis |
|  |                      |

|  | Barbaridactylus grandis |
|  |                         |
|  | Nyctosaurus lamegoi     |
|  |                         |

|  | Nyctosaurus nanus    |
|  |                      |
|  | Nyctosaurus gracilis |
|  |                      |

|  | Barbaridactylus grandis |
|  |                         |
|  | Nyctosaurus lamegoi     |
|  |                         |

|  | Nyctosaurus nanus    |
|  |                      |
|  | Nyctosaurus gracilis |
|  |                      |

|  | \| \| Geosternbergia sternbergi \| \| \| \| \| \| Pteranodon longiceps \| \| \| \| |
|  |                                                                                    |
|  | Tethydraco regalis                                                                 |
|  |                                                                                    |
|  | Geosternbergia sternbergi                                                          |
|  |                                                                                    |
|  | Pteranodon longiceps                                                               |
|  |                                                                                    |

|  | Geosternbergia sternbergi |
|  |                           |
|  | Pteranodon longiceps      |
|  |                           |

|  | \| \| Geosternbergia sternbergi \| \| \| \| \| \| Pteranodon longiceps \| \| \| \| |
|  |                                                                                    |
|  | Tethydraco regalis                                                                 |
|  |                                                                                    |
|  | Geosternbergia sternbergi                                                          |
|  |                                                                                    |
|  | Pteranodon longiceps                                                               |
|  |                                                                                    |

|  | Geosternbergia sternbergi |
|  |                           |
|  | Pteranodon longiceps      |
|  |                           |

|  | Alcione elanius   |
|  |                   |
|  | Simurghia robusta |
|  |                   |

|  | Barbaridactylus grandis |
|  |                         |
|  | Nyctosaurus lamegoi     |
|  |                         |

|  | Nyctosaurus nanus    |
|  |                      |
|  | Nyctosaurus gracilis |
|  |                      |

|  | Barbaridactylus grandis |
|  |                         |
|  | Nyctosaurus lamegoi     |
|  |                         |

|  | Nyctosaurus nanus    |
|  |                      |
|  | Nyctosaurus gracilis |
|  |                      |

|  | Barbaridactylus grandis |
|  |                         |
|  | Nyctosaurus lamegoi     |
|  |                         |

|  | Nyctosaurus nanus    |
|  |                      |
|  | Nyctosaurus gracilis |
|  |                      |

|  | Barbaridactylus grandis |
|  |                         |
|  | Nyctosaurus lamegoi     |
|  |                         |

|  | Nyctosaurus nanus    |
|  |                      |
|  | Nyctosaurus gracilis |
|  |                      |

|  | Alcione elanius   |
|  |                   |
|  | Simurghia robusta |
|  |                   |

|  | Barbaridactylus grandis |
|  |                         |
|  | Nyctosaurus lamegoi     |
|  |                         |

|  | Nyctosaurus nanus    |
|  |                      |
|  | Nyctosaurus gracilis |
|  |                      |

|  | Barbaridactylus grandis |
|  |                         |
|  | Nyctosaurus lamegoi     |
|  |                         |

|  | Nyctosaurus nanus    |
|  |                      |
|  | Nyctosaurus gracilis |
|  |                      |

|  | Barbaridactylus grandis |
|  |                         |
|  | Nyctosaurus lamegoi     |
|  |                         |

|  | Nyctosaurus nanus    |
|  |                      |
|  | Nyctosaurus gracilis |
|  |                      |

|  | Barbaridactylus grandis |
|  |                         |
|  | Nyctosaurus lamegoi     |
|  |                         |

|  | Nyctosaurus nanus    |
|  |                      |
|  | Nyctosaurus gracilis |
|  |                      |

|  | Alcione elanius   |
|  |                   |
|  | Simurghia robusta |
|  |                   |

|  | Barbaridactylus grandis |
|  |                         |
|  | Nyctosaurus lamegoi     |
|  |                         |

|  | Nyctosaurus nanus    |
|  |                      |
|  | Nyctosaurus gracilis |
|  |                      |

|  | Barbaridactylus grandis |
|  |                         |
|  | Nyctosaurus lamegoi     |
|  |                         |

|  | Nyctosaurus nanus    |
|  |                      |
|  | Nyctosaurus gracilis |
|  |                      |

|  | Barbaridactylus grandis |
|  |                         |
|  | Nyctosaurus lamegoi     |
|  |                         |

|  | Nyctosaurus nanus    |
|  |                      |
|  | Nyctosaurus gracilis |
|  |                      |

|  | Barbaridactylus grandis |
|  |                         |
|  | Nyctosaurus lamegoi     |
|  |                         |

|  | Nyctosaurus nanus    |
|  |                      |
|  | Nyctosaurus gracilis |
|  |                      |

|  | Alcione elanius   |
|  |                   |
|  | Simurghia robusta |
|  |                   |

|  | Barbaridactylus grandis |
|  |                         |
|  | Nyctosaurus lamegoi     |
|  |                         |

|  | Nyctosaurus nanus    |
|  |                      |
|  | Nyctosaurus gracilis |
|  |                      |

|  | Barbaridactylus grandis |
|  |                         |
|  | Nyctosaurus lamegoi     |
|  |                         |

|  | Nyctosaurus nanus    |
|  |                      |
|  | Nyctosaurus gracilis |
|  |                      |

|  | Barbaridactylus grandis |
|  |                         |
|  | Nyctosaurus lamegoi     |
|  |                         |

|  | Nyctosaurus nanus    |
|  |                      |
|  | Nyctosaurus gracilis |
|  |                      |

|  | Barbaridactylus grandis |
|  |                         |
|  | Nyctosaurus lamegoi     |
|  |                         |

|  | Nyctosaurus nanus    |
|  |                      |
|  | Nyctosaurus gracilis |
|  |                      |

|  | Alcione elanius   |
|  |                   |
|  | Simurghia robusta |
|  |                   |

|  | Barbaridactylus grandis |
|  |                         |
|  | Nyctosaurus lamegoi     |
|  |                         |

|  | Nyctosaurus nanus    |
|  |                      |
|  | Nyctosaurus gracilis |
|  |                      |

|  | Barbaridactylus grandis |
|  |                         |
|  | Nyctosaurus lamegoi     |
|  |                         |

|  | Nyctosaurus nanus    |
|  |                      |
|  | Nyctosaurus gracilis |
|  |                      |

|  | Barbaridactylus grandis |
|  |                         |
|  | Nyctosaurus lamegoi     |
|  |                         |

|  | Nyctosaurus nanus    |
|  |                      |
|  | Nyctosaurus gracilis |
|  |                      |

|  | Barbaridactylus grandis |
|  |                         |
|  | Nyctosaurus lamegoi     |
|  |                         |

|  | Nyctosaurus nanus    |
|  |                      |
|  | Nyctosaurus gracilis |
|  |                      |

|  | Alcione elanius   |
|  |                   |
|  | Simurghia robusta |
|  |                   |

|  | Barbaridactylus grandis |
|  |                         |
|  | Nyctosaurus lamegoi     |
|  |                         |

|  | Nyctosaurus nanus    |
|  |                      |
|  | Nyctosaurus gracilis |
|  |                      |

|  | Barbaridactylus grandis |
|  |                         |
|  | Nyctosaurus lamegoi     |
|  |                         |

|  | Nyctosaurus nanus    |
|  |                      |
|  | Nyctosaurus gracilis |
|  |                      |

|  | Barbaridactylus grandis |
|  |                         |
|  | Nyctosaurus lamegoi     |
|  |                         |

|  | Nyctosaurus nanus    |
|  |                      |
|  | Nyctosaurus gracilis |
|  |                      |

|  | Barbaridactylus grandis |
|  |                         |
|  | Nyctosaurus lamegoi     |
|  |                         |

|  | Nyctosaurus nanus    |
|  |                      |
|  | Nyctosaurus gracilis |
|  |                      |

|  | Alcione elanius   |
|  |                   |
|  | Simurghia robusta |
|  |                   |

|  | Barbaridactylus grandis |
|  |                         |
|  | Nyctosaurus lamegoi     |
|  |                         |

|  | Nyctosaurus nanus    |
|  |                      |
|  | Nyctosaurus gracilis |
|  |                      |

|  | Barbaridactylus grandis |
|  |                         |
|  | Nyctosaurus lamegoi     |
|  |                         |

|  | Nyctosaurus nanus    |
|  |                      |
|  | Nyctosaurus gracilis |
|  |                      |

|  | Barbaridactylus grandis |
|  |                         |
|  | Nyctosaurus lamegoi     |
|  |                         |

|  | Nyctosaurus nanus    |
|  |                      |
|  | Nyctosaurus gracilis |
|  |                      |

|  | Barbaridactylus grandis |
|  |                         |
|  | Nyctosaurus lamegoi     |
|  |                         |

|  | Nyctosaurus nanus    |
|  |                      |
|  | Nyctosaurus gracilis |
|  |                      |

|  | Alcione elanius   |
|  |                   |
|  | Simurghia robusta |
|  |                   |

|  | Barbaridactylus grandis |
|  |                         |
|  | Nyctosaurus lamegoi     |
|  |                         |

|  | Nyctosaurus nanus    |
|  |                      |
|  | Nyctosaurus gracilis |
|  |                      |

|  | Barbaridactylus grandis |
|  |                         |
|  | Nyctosaurus lamegoi     |
|  |                         |

|  | Nyctosaurus nanus    |
|  |                      |
|  | Nyctosaurus gracilis |
|  |                      |

|  | Barbaridactylus grandis |
|  |                         |
|  | Nyctosaurus lamegoi     |
|  |                         |

|  | Nyctosaurus nanus    |
|  |                      |
|  | Nyctosaurus gracilis |
|  |                      |

|  | Barbaridactylus grandis |
|  |                         |
|  | Nyctosaurus lamegoi     |
|  |                         |

|  | Nyctosaurus nanus    |
|  |                      |
|  | Nyctosaurus gracilis |
|  |                      |

|  | \| \| Geosternbergia sternbergi \| \| \| \| \| \| Pteranodon longiceps \| \| \| \| |
|  |                                                                                    |
|  | Tethydraco regalis                                                                 |
|  |                                                                                    |
|  | Geosternbergia sternbergi                                                          |
|  |                                                                                    |
|  | Pteranodon longiceps                                                               |
|  |                                                                                    |

|  | Geosternbergia sternbergi |
|  |                           |
|  | Pteranodon longiceps      |
|  |                           |

|  | \| \| Geosternbergia sternbergi \| \| \| \| \| \| Pteranodon longiceps \| \| \| \| |
|  |                                                                                    |
|  | Tethydraco regalis                                                                 |
|  |                                                                                    |
|  | Geosternbergia sternbergi                                                          |
|  |                                                                                    |
|  | Pteranodon longiceps                                                               |
|  |                                                                                    |

|  | Geosternbergia sternbergi |
|  |                           |
|  | Pteranodon longiceps      |
|  |                           |

|  | Alcione elanius   |
|  |                   |
|  | Simurghia robusta |
|  |                   |

|  | Barbaridactylus grandis |
|  |                         |
|  | Nyctosaurus lamegoi     |
|  |                         |

|  | Nyctosaurus nanus    |
|  |                      |
|  | Nyctosaurus gracilis |
|  |                      |

|  | Barbaridactylus grandis |
|  |                         |
|  | Nyctosaurus lamegoi     |
|  |                         |

|  | Nyctosaurus nanus    |
|  |                      |
|  | Nyctosaurus gracilis |
|  |                      |

|  | Barbaridactylus grandis |
|  |                         |
|  | Nyctosaurus lamegoi     |
|  |                         |

|  | Nyctosaurus nanus    |
|  |                      |
|  | Nyctosaurus gracilis |
|  |                      |

|  | Barbaridactylus grandis |
|  |                         |
|  | Nyctosaurus lamegoi     |
|  |                         |

|  | Nyctosaurus nanus    |
|  |                      |
|  | Nyctosaurus gracilis |
|  |                      |

|  | Alcione elanius   |
|  |                   |
|  | Simurghia robusta |
|  |                   |

|  | Barbaridactylus grandis |
|  |                         |
|  | Nyctosaurus lamegoi     |
|  |                         |

|  | Nyctosaurus nanus    |
|  |                      |
|  | Nyctosaurus gracilis |
|  |                      |

|  | Barbaridactylus grandis |
|  |                         |
|  | Nyctosaurus lamegoi     |
|  |                         |

|  | Nyctosaurus nanus    |
|  |                      |
|  | Nyctosaurus gracilis |
|  |                      |

|  | Barbaridactylus grandis |
|  |                         |
|  | Nyctosaurus lamegoi     |
|  |                         |

|  | Nyctosaurus nanus    |
|  |                      |
|  | Nyctosaurus gracilis |
|  |                      |

|  | Barbaridactylus grandis |
|  |                         |
|  | Nyctosaurus lamegoi     |
|  |                         |

|  | Nyctosaurus nanus    |
|  |                      |
|  | Nyctosaurus gracilis |
|  |                      |

|  | Alcione elanius   |
|  |                   |
|  | Simurghia robusta |
|  |                   |

|  | Barbaridactylus grandis |
|  |                         |
|  | Nyctosaurus lamegoi     |
|  |                         |

|  | Nyctosaurus nanus    |
|  |                      |
|  | Nyctosaurus gracilis |
|  |                      |

|  | Barbaridactylus grandis |
|  |                         |
|  | Nyctosaurus lamegoi     |
|  |                         |

|  | Nyctosaurus nanus    |
|  |                      |
|  | Nyctosaurus gracilis |
|  |                      |

|  | Barbaridactylus grandis |
|  |                         |
|  | Nyctosaurus lamegoi     |
|  |                         |

|  | Nyctosaurus nanus    |
|  |                      |
|  | Nyctosaurus gracilis |
|  |                      |

|  | Barbaridactylus grandis |
|  |                         |
|  | Nyctosaurus lamegoi     |
|  |                         |

|  | Nyctosaurus nanus    |
|  |                      |
|  | Nyctosaurus gracilis |
|  |                      |

|  | Alcione elanius   |
|  |                   |
|  | Simurghia robusta |
|  |                   |

|  | Barbaridactylus grandis |
|  |                         |
|  | Nyctosaurus lamegoi     |
|  |                         |

|  | Nyctosaurus nanus    |
|  |                      |
|  | Nyctosaurus gracilis |
|  |                      |

|  | Barbaridactylus grandis |
|  |                         |
|  | Nyctosaurus lamegoi     |
|  |                         |

|  | Nyctosaurus nanus    |
|  |                      |
|  | Nyctosaurus gracilis |
|  |                      |

|  | Barbaridactylus grandis |
|  |                         |
|  | Nyctosaurus lamegoi     |
|  |                         |

|  | Nyctosaurus nanus    |
|  |                      |
|  | Nyctosaurus gracilis |
|  |                      |

|  | Barbaridactylus grandis |
|  |                         |
|  | Nyctosaurus lamegoi     |
|  |                         |

|  | Nyctosaurus nanus    |
|  |                      |
|  | Nyctosaurus gracilis |
|  |                      |

|  | Alcione elanius   |
|  |                   |
|  | Simurghia robusta |
|  |                   |

|  | Barbaridactylus grandis |
|  |                         |
|  | Nyctosaurus lamegoi     |
|  |                         |

|  | Nyctosaurus nanus    |
|  |                      |
|  | Nyctosaurus gracilis |
|  |                      |

|  | Barbaridactylus grandis |
|  |                         |
|  | Nyctosaurus lamegoi     |
|  |                         |

|  | Nyctosaurus nanus    |
|  |                      |
|  | Nyctosaurus gracilis |
|  |                      |

|  | Barbaridactylus grandis |
|  |                         |
|  | Nyctosaurus lamegoi     |
|  |                         |

|  | Nyctosaurus nanus    |
|  |                      |
|  | Nyctosaurus gracilis |
|  |                      |

|  | Barbaridactylus grandis |
|  |                         |
|  | Nyctosaurus lamegoi     |
|  |                         |

|  | Nyctosaurus nanus    |
|  |                      |
|  | Nyctosaurus gracilis |
|  |                      |

|  | Alcione elanius   |
|  |                   |
|  | Simurghia robusta |
|  |                   |

|  | Barbaridactylus grandis |
|  |                         |
|  | Nyctosaurus lamegoi     |
|  |                         |

|  | Nyctosaurus nanus    |
|  |                      |
|  | Nyctosaurus gracilis |
|  |                      |

|  | Barbaridactylus grandis |
|  |                         |
|  | Nyctosaurus lamegoi     |
|  |                         |

|  | Nyctosaurus nanus    |
|  |                      |
|  | Nyctosaurus gracilis |
|  |                      |

|  | Barbaridactylus grandis |
|  |                         |
|  | Nyctosaurus lamegoi     |
|  |                         |

|  | Nyctosaurus nanus    |
|  |                      |
|  | Nyctosaurus gracilis |
|  |                      |

|  | Barbaridactylus grandis |
|  |                         |
|  | Nyctosaurus lamegoi     |
|  |                         |

|  | Nyctosaurus nanus    |
|  |                      |
|  | Nyctosaurus gracilis |
|  |                      |

|  | Alcione elanius   |
|  |                   |
|  | Simurghia robusta |
|  |                   |

|  | Barbaridactylus grandis |
|  |                         |
|  | Nyctosaurus lamegoi     |
|  |                         |

|  | Nyctosaurus nanus    |
|  |                      |
|  | Nyctosaurus gracilis |
|  |                      |

|  | Barbaridactylus grandis |
|  |                         |
|  | Nyctosaurus lamegoi     |
|  |                         |

|  | Nyctosaurus nanus    |
|  |                      |
|  | Nyctosaurus gracilis |
|  |                      |

|  | Barbaridactylus grandis |
|  |                         |
|  | Nyctosaurus lamegoi     |
|  |                         |

|  | Nyctosaurus nanus    |
|  |                      |
|  | Nyctosaurus gracilis |
|  |                      |

|  | Barbaridactylus grandis |
|  |                         |
|  | Nyctosaurus lamegoi     |
|  |                         |

|  | Nyctosaurus nanus    |
|  |                      |
|  | Nyctosaurus gracilis |
|  |                      |

|  | Alcione elanius   |
|  |                   |
|  | Simurghia robusta |
|  |                   |

|  | Barbaridactylus grandis |
|  |                         |
|  | Nyctosaurus lamegoi     |
|  |                         |

|  | Nyctosaurus nanus    |
|  |                      |
|  | Nyctosaurus gracilis |
|  |                      |

|  | Barbaridactylus grandis |
|  |                         |
|  | Nyctosaurus lamegoi     |
|  |                         |

|  | Nyctosaurus nanus    |
|  |                      |
|  | Nyctosaurus gracilis |
|  |                      |

|  | Barbaridactylus grandis |
|  |                         |
|  | Nyctosaurus lamegoi     |
|  |                         |

|  | Nyctosaurus nanus    |
|  |                      |
|  | Nyctosaurus gracilis |
|  |                      |

|  | Barbaridactylus grandis |
|  |                         |
|  | Nyctosaurus lamegoi     |
|  |                         |

|  | Nyctosaurus nanus    |
|  |                      |
|  | Nyctosaurus gracilis |
|  |                      |

|  | \| \| Geosternbergia sternbergi \| \| \| \| \| \| Pteranodon longiceps \| \| \| \| |
|  |                                                                                    |
|  | Tethydraco regalis                                                                 |
|  |                                                                                    |
|  | Geosternbergia sternbergi                                                          |
|  |                                                                                    |
|  | Pteranodon longiceps                                                               |
|  |                                                                                    |

|  | Geosternbergia sternbergi |
|  |                           |
|  | Pteranodon longiceps      |
|  |                           |

|  | \| \| Geosternbergia sternbergi \| \| \| \| \| \| Pteranodon longiceps \| \| \| \| |
|  |                                                                                    |
|  | Tethydraco regalis                                                                 |
|  |                                                                                    |
|  | Geosternbergia sternbergi                                                          |
|  |                                                                                    |
|  | Pteranodon longiceps                                                               |
|  |                                                                                    |

|  | Geosternbergia sternbergi |
|  |                           |
|  | Pteranodon longiceps      |
|  |                           |

|  | Alcione elanius   |
|  |                   |
|  | Simurghia robusta |
|  |                   |

|  | Barbaridactylus grandis |
|  |                         |
|  | Nyctosaurus lamegoi     |
|  |                         |

|  | Nyctosaurus nanus    |
|  |                      |
|  | Nyctosaurus gracilis |
|  |                      |

|  | Barbaridactylus grandis |
|  |                         |
|  | Nyctosaurus lamegoi     |
|  |                         |

|  | Nyctosaurus nanus    |
|  |                      |
|  | Nyctosaurus gracilis |
|  |                      |

|  | Barbaridactylus grandis |
|  |                         |
|  | Nyctosaurus lamegoi     |
|  |                         |

|  | Nyctosaurus nanus    |
|  |                      |
|  | Nyctosaurus gracilis |
|  |                      |

|  | Barbaridactylus grandis |
|  |                         |
|  | Nyctosaurus lamegoi     |
|  |                         |

|  | Nyctosaurus nanus    |
|  |                      |
|  | Nyctosaurus gracilis |
|  |                      |

|  | Alcione elanius   |
|  |                   |
|  | Simurghia robusta |
|  |                   |

|  | Barbaridactylus grandis |
|  |                         |
|  | Nyctosaurus lamegoi     |
|  |                         |

|  | Nyctosaurus nanus    |
|  |                      |
|  | Nyctosaurus gracilis |
|  |                      |

|  | Barbaridactylus grandis |
|  |                         |
|  | Nyctosaurus lamegoi     |
|  |                         |

|  | Nyctosaurus nanus    |
|  |                      |
|  | Nyctosaurus gracilis |
|  |                      |

|  | Barbaridactylus grandis |
|  |                         |
|  | Nyctosaurus lamegoi     |
|  |                         |

|  | Nyctosaurus nanus    |
|  |                      |
|  | Nyctosaurus gracilis |
|  |                      |

|  | Barbaridactylus grandis |
|  |                         |
|  | Nyctosaurus lamegoi     |
|  |                         |

|  | Nyctosaurus nanus    |
|  |                      |
|  | Nyctosaurus gracilis |
|  |                      |

|  | Alcione elanius   |
|  |                   |
|  | Simurghia robusta |
|  |                   |

|  | Barbaridactylus grandis |
|  |                         |
|  | Nyctosaurus lamegoi     |
|  |                         |

|  | Nyctosaurus nanus    |
|  |                      |
|  | Nyctosaurus gracilis |
|  |                      |

|  | Barbaridactylus grandis |
|  |                         |
|  | Nyctosaurus lamegoi     |
|  |                         |

|  | Nyctosaurus nanus    |
|  |                      |
|  | Nyctosaurus gracilis |
|  |                      |

|  | Barbaridactylus grandis |
|  |                         |
|  | Nyctosaurus lamegoi     |
|  |                         |

|  | Nyctosaurus nanus    |
|  |                      |
|  | Nyctosaurus gracilis |
|  |                      |

|  | Barbaridactylus grandis |
|  |                         |
|  | Nyctosaurus lamegoi     |
|  |                         |

|  | Nyctosaurus nanus    |
|  |                      |
|  | Nyctosaurus gracilis |
|  |                      |

|  | Alcione elanius   |
|  |                   |
|  | Simurghia robusta |
|  |                   |

|  | Barbaridactylus grandis |
|  |                         |
|  | Nyctosaurus lamegoi     |
|  |                         |

|  | Nyctosaurus nanus    |
|  |                      |
|  | Nyctosaurus gracilis |
|  |                      |

|  | Barbaridactylus grandis |
|  |                         |
|  | Nyctosaurus lamegoi     |
|  |                         |

|  | Nyctosaurus nanus    |
|  |                      |
|  | Nyctosaurus gracilis |
|  |                      |

|  | Barbaridactylus grandis |
|  |                         |
|  | Nyctosaurus lamegoi     |
|  |                         |

|  | Nyctosaurus nanus    |
|  |                      |
|  | Nyctosaurus gracilis |
|  |                      |

|  | Barbaridactylus grandis |
|  |                         |
|  | Nyctosaurus lamegoi     |
|  |                         |

|  | Nyctosaurus nanus    |
|  |                      |
|  | Nyctosaurus gracilis |
|  |                      |

|  | Alcione elanius   |
|  |                   |
|  | Simurghia robusta |
|  |                   |

|  | Barbaridactylus grandis |
|  |                         |
|  | Nyctosaurus lamegoi     |
|  |                         |

|  | Nyctosaurus nanus    |
|  |                      |
|  | Nyctosaurus gracilis |
|  |                      |

|  | Barbaridactylus grandis |
|  |                         |
|  | Nyctosaurus lamegoi     |
|  |                         |

|  | Nyctosaurus nanus    |
|  |                      |
|  | Nyctosaurus gracilis |
|  |                      |

|  | Barbaridactylus grandis |
|  |                         |
|  | Nyctosaurus lamegoi     |
|  |                         |

|  | Nyctosaurus nanus    |
|  |                      |
|  | Nyctosaurus gracilis |
|  |                      |

|  | Barbaridactylus grandis |
|  |                         |
|  | Nyctosaurus lamegoi     |
|  |                         |

|  | Nyctosaurus nanus    |
|  |                      |
|  | Nyctosaurus gracilis |
|  |                      |

|  | Alcione elanius   |
|  |                   |
|  | Simurghia robusta |
|  |                   |

|  | Barbaridactylus grandis |
|  |                         |
|  | Nyctosaurus lamegoi     |
|  |                         |

|  | Nyctosaurus nanus    |
|  |                      |
|  | Nyctosaurus gracilis |
|  |                      |

|  | Barbaridactylus grandis |
|  |                         |
|  | Nyctosaurus lamegoi     |
|  |                         |

|  | Nyctosaurus nanus    |
|  |                      |
|  | Nyctosaurus gracilis |
|  |                      |

|  | Barbaridactylus grandis |
|  |                         |
|  | Nyctosaurus lamegoi     |
|  |                         |

|  | Nyctosaurus nanus    |
|  |                      |
|  | Nyctosaurus gracilis |
|  |                      |

|  | Barbaridactylus grandis |
|  |                         |
|  | Nyctosaurus lamegoi     |
|  |                         |

|  | Nyctosaurus nanus    |
|  |                      |
|  | Nyctosaurus gracilis |
|  |                      |

|  | Alcione elanius   |
|  |                   |
|  | Simurghia robusta |
|  |                   |

|  | Barbaridactylus grandis |
|  |                         |
|  | Nyctosaurus lamegoi     |
|  |                         |

|  | Nyctosaurus nanus    |
|  |                      |
|  | Nyctosaurus gracilis |
|  |                      |

|  | Barbaridactylus grandis |
|  |                         |
|  | Nyctosaurus lamegoi     |
|  |                         |

|  | Nyctosaurus nanus    |
|  |                      |
|  | Nyctosaurus gracilis |
|  |                      |

|  | Barbaridactylus grandis |
|  |                         |
|  | Nyctosaurus lamegoi     |
|  |                         |

|  | Nyctosaurus nanus    |
|  |                      |
|  | Nyctosaurus gracilis |
|  |                      |

|  | Barbaridactylus grandis |
|  |                         |
|  | Nyctosaurus lamegoi     |
|  |                         |

|  | Nyctosaurus nanus    |
|  |                      |
|  | Nyctosaurus gracilis |
|  |                      |

|  | Alcione elanius   |
|  |                   |
|  | Simurghia robusta |
|  |                   |

|  | Barbaridactylus grandis |
|  |                         |
|  | Nyctosaurus lamegoi     |
|  |                         |

|  | Nyctosaurus nanus    |
|  |                      |
|  | Nyctosaurus gracilis |
|  |                      |

|  | Barbaridactylus grandis |
|  |                         |
|  | Nyctosaurus lamegoi     |
|  |                         |

|  | Nyctosaurus nanus    |
|  |                      |
|  | Nyctosaurus gracilis |
|  |                      |

|  | Barbaridactylus grandis |
|  |                         |
|  | Nyctosaurus lamegoi     |
|  |                         |

|  | Nyctosaurus nanus    |
|  |                      |
|  | Nyctosaurus gracilis |
|  |                      |

|  | Barbaridactylus grandis |
|  |                         |
|  | Nyctosaurus lamegoi     |
|  |                         |

|  | Nyctosaurus nanus    |
|  |                      |
|  | Nyctosaurus gracilis |
|  |                      |

|  | \| \| Geosternbergia sternbergi \| \| \| \| \| \| Pteranodon longiceps \| \| \| \| |
|  |                                                                                    |
|  | Tethydraco regalis                                                                 |
|  |                                                                                    |
|  | Geosternbergia sternbergi                                                          |
|  |                                                                                    |
|  | Pteranodon longiceps                                                               |
|  |                                                                                    |

|  | Geosternbergia sternbergi |
|  |                           |
|  | Pteranodon longiceps      |
|  |                           |

|  | \| \| Geosternbergia sternbergi \| \| \| \| \| \| Pteranodon longiceps \| \| \| \| |
|  |                                                                                    |
|  | Tethydraco regalis                                                                 |
|  |                                                                                    |
|  | Geosternbergia sternbergi                                                          |
|  |                                                                                    |
|  | Pteranodon longiceps                                                               |
|  |                                                                                    |

|  | Geosternbergia sternbergi |
|  |                           |
|  | Pteranodon longiceps      |
|  |                           |

|  | Alcione elanius   |
|  |                   |
|  | Simurghia robusta |
|  |                   |

|  | Barbaridactylus grandis |
|  |                         |
|  | Nyctosaurus lamegoi     |
|  |                         |

|  | Nyctosaurus nanus    |
|  |                      |
|  | Nyctosaurus gracilis |
|  |                      |

|  | Barbaridactylus grandis |
|  |                         |
|  | Nyctosaurus lamegoi     |
|  |                         |

|  | Nyctosaurus nanus    |
|  |                      |
|  | Nyctosaurus gracilis |
|  |                      |

|  | Barbaridactylus grandis |
|  |                         |
|  | Nyctosaurus lamegoi     |
|  |                         |

|  | Nyctosaurus nanus    |
|  |                      |
|  | Nyctosaurus gracilis |
|  |                      |

|  | Barbaridactylus grandis |
|  |                         |
|  | Nyctosaurus lamegoi     |
|  |                         |

|  | Nyctosaurus nanus    |
|  |                      |
|  | Nyctosaurus gracilis |
|  |                      |

|  | Alcione elanius   |
|  |                   |
|  | Simurghia robusta |
|  |                   |

|  | Barbaridactylus grandis |
|  |                         |
|  | Nyctosaurus lamegoi     |
|  |                         |

|  | Nyctosaurus nanus    |
|  |                      |
|  | Nyctosaurus gracilis |
|  |                      |

|  | Barbaridactylus grandis |
|  |                         |
|  | Nyctosaurus lamegoi     |
|  |                         |

|  | Nyctosaurus nanus    |
|  |                      |
|  | Nyctosaurus gracilis |
|  |                      |

|  | Barbaridactylus grandis |
|  |                         |
|  | Nyctosaurus lamegoi     |
|  |                         |

|  | Nyctosaurus nanus    |
|  |                      |
|  | Nyctosaurus gracilis |
|  |                      |

|  | Barbaridactylus grandis |
|  |                         |
|  | Nyctosaurus lamegoi     |
|  |                         |

|  | Nyctosaurus nanus    |
|  |                      |
|  | Nyctosaurus gracilis |
|  |                      |

|  | Alcione elanius   |
|  |                   |
|  | Simurghia robusta |
|  |                   |

|  | Barbaridactylus grandis |
|  |                         |
|  | Nyctosaurus lamegoi     |
|  |                         |

|  | Nyctosaurus nanus    |
|  |                      |
|  | Nyctosaurus gracilis |
|  |                      |

|  | Barbaridactylus grandis |
|  |                         |
|  | Nyctosaurus lamegoi     |
|  |                         |

|  | Nyctosaurus nanus    |
|  |                      |
|  | Nyctosaurus gracilis |
|  |                      |

|  | Barbaridactylus grandis |
|  |                         |
|  | Nyctosaurus lamegoi     |
|  |                         |

|  | Nyctosaurus nanus    |
|  |                      |
|  | Nyctosaurus gracilis |
|  |                      |

|  | Barbaridactylus grandis |
|  |                         |
|  | Nyctosaurus lamegoi     |
|  |                         |

|  | Nyctosaurus nanus    |
|  |                      |
|  | Nyctosaurus gracilis |
|  |                      |

|  | Alcione elanius   |
|  |                   |
|  | Simurghia robusta |
|  |                   |

|  | Barbaridactylus grandis |
|  |                         |
|  | Nyctosaurus lamegoi     |
|  |                         |

|  | Nyctosaurus nanus    |
|  |                      |
|  | Nyctosaurus gracilis |
|  |                      |

|  | Barbaridactylus grandis |
|  |                         |
|  | Nyctosaurus lamegoi     |
|  |                         |

|  | Nyctosaurus nanus    |
|  |                      |
|  | Nyctosaurus gracilis |
|  |                      |

|  | Barbaridactylus grandis |
|  |                         |
|  | Nyctosaurus lamegoi     |
|  |                         |

|  | Nyctosaurus nanus    |
|  |                      |
|  | Nyctosaurus gracilis |
|  |                      |

|  | Barbaridactylus grandis |
|  |                         |
|  | Nyctosaurus lamegoi     |
|  |                         |

|  | Nyctosaurus nanus    |
|  |                      |
|  | Nyctosaurus gracilis |
|  |                      |

|  | Alcione elanius   |
|  |                   |
|  | Simurghia robusta |
|  |                   |

|  | Barbaridactylus grandis |
|  |                         |
|  | Nyctosaurus lamegoi     |
|  |                         |

|  | Nyctosaurus nanus    |
|  |                      |
|  | Nyctosaurus gracilis |
|  |                      |

|  | Barbaridactylus grandis |
|  |                         |
|  | Nyctosaurus lamegoi     |
|  |                         |

|  | Nyctosaurus nanus    |
|  |                      |
|  | Nyctosaurus gracilis |
|  |                      |

|  | Barbaridactylus grandis |
|  |                         |
|  | Nyctosaurus lamegoi     |
|  |                         |

|  | Nyctosaurus nanus    |
|  |                      |
|  | Nyctosaurus gracilis |
|  |                      |

|  | Barbaridactylus grandis |
|  |                         |
|  | Nyctosaurus lamegoi     |
|  |                         |

|  | Nyctosaurus nanus    |
|  |                      |
|  | Nyctosaurus gracilis |
|  |                      |

|  | Alcione elanius   |
|  |                   |
|  | Simurghia robusta |
|  |                   |

|  | Barbaridactylus grandis |
|  |                         |
|  | Nyctosaurus lamegoi     |
|  |                         |

|  | Nyctosaurus nanus    |
|  |                      |
|  | Nyctosaurus gracilis |
|  |                      |

|  | Barbaridactylus grandis |
|  |                         |
|  | Nyctosaurus lamegoi     |
|  |                         |

|  | Nyctosaurus nanus    |
|  |                      |
|  | Nyctosaurus gracilis |
|  |                      |

|  | Barbaridactylus grandis |
|  |                         |
|  | Nyctosaurus lamegoi     |
|  |                         |

|  | Nyctosaurus nanus    |
|  |                      |
|  | Nyctosaurus gracilis |
|  |                      |

|  | Barbaridactylus grandis |
|  |                         |
|  | Nyctosaurus lamegoi     |
|  |                         |

|  | Nyctosaurus nanus    |
|  |                      |
|  | Nyctosaurus gracilis |
|  |                      |

|  | Alcione elanius   |
|  |                   |
|  | Simurghia robusta |
|  |                   |

|  | Barbaridactylus grandis |
|  |                         |
|  | Nyctosaurus lamegoi     |
|  |                         |

|  | Nyctosaurus nanus    |
|  |                      |
|  | Nyctosaurus gracilis |
|  |                      |

|  | Barbaridactylus grandis |
|  |                         |
|  | Nyctosaurus lamegoi     |
|  |                         |

|  | Nyctosaurus nanus    |
|  |                      |
|  | Nyctosaurus gracilis |
|  |                      |

|  | Barbaridactylus grandis |
|  |                         |
|  | Nyctosaurus lamegoi     |
|  |                         |

|  | Nyctosaurus nanus    |
|  |                      |
|  | Nyctosaurus gracilis |
|  |                      |

|  | Barbaridactylus grandis |
|  |                         |
|  | Nyctosaurus lamegoi     |
|  |                         |

|  | Nyctosaurus nanus    |
|  |                      |
|  | Nyctosaurus gracilis |
|  |                      |

|  | Alcione elanius   |
|  |                   |
|  | Simurghia robusta |
|  |                   |

|  | Barbaridactylus grandis |
|  |                         |
|  | Nyctosaurus lamegoi     |
|  |                         |

|  | Nyctosaurus nanus    |
|  |                      |
|  | Nyctosaurus gracilis |
|  |                      |

|  | Barbaridactylus grandis |
|  |                         |
|  | Nyctosaurus lamegoi     |
|  |                         |

|  | Nyctosaurus nanus    |
|  |                      |
|  | Nyctosaurus gracilis |
|  |                      |

|  | Barbaridactylus grandis |
|  |                         |
|  | Nyctosaurus lamegoi     |
|  |                         |

|  | Nyctosaurus nanus    |
|  |                      |
|  | Nyctosaurus gracilis |
|  |                      |

|  | Barbaridactylus grandis |
|  |                         |
|  | Nyctosaurus lamegoi     |
|  |                         |

|  | Nyctosaurus nanus    |
|  |                      |
|  | Nyctosaurus gracilis |
|  |                      |

## Paleobiologia
Entrambe le specie del genere Alcione possiedono ali proporzionalmente più corte rispetto agli altri nyctosauridi. Mentre gli altri nyctosauridi possedevano ali lunghe e strette adatte a sorvolare il mare per lunghe distanze, le ali di Alcione sembrano essere state più adatte ad un volo battuto più rapido. Le punte delle ali accorciate, inoltre, riducono la resistenza in acqua producendo un notevole propulsione, essendo state osservate anche nei moderni uccelli marini da immersione, come sule, fetonti e martin pescatore. Un omero simile è stato ritrovato nei depositi Maastrichtiani del Maryland, suggerendo che alcuni nictosauridi avrebbero potuto effettivamente occupare una nicchia ecologica simile a quella delle alche.

## Paleoecologia
Entrambe le specie del genere Alcione sono state ritrovate nel bacino di Ouled Abdoun, in Marocco, Nord Africa. I resti dell'animale sono stati ritrovati in sedimenti marini depositatisi in acque relativamente profonde al largo della costa africana. A quel tempo la zona era leggermente più a sud, ma possedeva già un clima caldo, con alle spalle un continente montuoso e arido. Il mare brulicava di pesci, ed era sorvolato da diversi pterosauri, tra cui i nictosauridi Simurghia e Barbaridactylus, lo pteranodontide Tethydraco, e l'azhdarchide Phosphatodraco che tuttavia preferiva vivere nell'entroterra, dove viveva anche il dinosauro abelisauride Chenanisaurus.